# Leptarctia adnata
Leptarctia adnata là một loài bướm đêm thuộc phân họ Arctiinae, họ Erebidae.